# Église Notre-Dame-du-Patronage de Tenaún
L'église Notre-Dame-du-Patronage est une église catholique romaine située à Tenaún, dans l'archipel de Chiloé au Chili.

## Dédicace
L'église est dédiée à Notre Dame du Patronage. En espagnol, elle s'intitule iglesia Nuestra Señora del Patrocinio.

## Caractéristiques
L'église est construite à Tenaún,.
L'édifice est une construction en bois.

## Historique
L'église est classée comme monument national en 1999. Elle est répertoriée sur la liste des édifices en danger du Fonds mondial pour les monuments en 1996.
En 2000, avec quinze autres églises de l'archipel, l'église est inscrite au Patrimoine mondial par l'UNESCO.